# MAias Alyamani
MAias Alyamani (auch Mayas Al Yamani,  Alyamani; * 21. März 1981 in Damaskus, Syrien) ist ein syrischer Geiger und Komponist, Gründer und Leiter der arabischen Weltmusikgruppe „MAqam Ensemble“.

## Leben und Werk
Alyamani wurde in eine musikalische Familie hineingeboren, sowohl seine Eltern als auch sein Bruder sind praktizierende Musiker. Alyamani begann seine formale Ausbildung auf der Geige im Alter von 6 Jahren und besuchte das Arabische Institut für Musik in Damaskus. Im Alter von 14 Jahren begann er zu komponieren und entwickelte Stücke, die er oft noch im Konzert spielt. Mit 16 Jahren wurde er Mitglied der syrischen Künstlervereinigung, nachdem er zwei seiner Solo-Violinkompositionen aufgeführt hatte. Bis heute ist er der jüngste Musiker, der jemals in diese Organisation aufgenommen wurde. Von 1999 bis 2004 besuchte Alyamani die Hochschule für Musik in Damaskus und zeichnete sich sowohl in klassischen als auch in arabischen Studienfächern aus. 2005 erhielt er ein Stipendium für ein Studium an der Universität für Musik und darstellenden Kunst Wien, wo er seinen Master in Violinspiel mit Schwerpunkt Komposition absolvierte.
Alyamani begann seine Karriere als Soloviolinist und Komponist im Jahr 2000. Seitdem hat er seine Musik in zahlreichen Ländern aufgeführt und mit vielen Künstlern und Orchestern aus verschiedenen Genres zusammengearbeitet. Als Solist und Dirigent spielte Alyamani mehrfach eigene Kompositionen in der Berliner Philharmonie, im Konzerthaus und im Boulezsaal in Berlin, in der Elbphilharmonie in Hamburg, im Concertgebouw in Amsterdam, im Kulturzentrum BOZAR in Brüssel sowie im Wiener Konzerthaus. Als Geiger trat er unter anderen Künstlern zusammen mit Gidon Kremer, Daniel Barenboim, Yo-Yo Ma, Dave Pierce auf. Weiterhin spielte er als Solist mit Orchestern wie den Wiener Symphonikern, der Kremerata Baltica, dem Radio-Sinfonieorchester Wien und dem Orchestre Royal de Chambre de Wallonie.
2006 gründete Alyamani in Wien die unterschiedlich besetzte Musikgruppe "MAqam Ensemble", die sich auf klassische arabische Musik spezialisiert hat und seit ihrer Gründung in Europa und im Nahen Osten aufgetreten ist. Unter der Leitung von Wynton Marsalis und in Zusammenarbeit mit Dominick Farinacci kuratierte Alyamani 2014 und 2015 die "Arabic Nights of Jazz at Lincoln Centre Doha" in Katar, um arabische Musikfusionen einem neuen Publikum vorzustellen.
Werke von  Alyamani wurden bei internationalen Musikveranstaltungen, zum Beispiel bei der Einweihungszeremonie des Opernhauses in Damaskus 2004, der Eröffnungszeremonie der Panarabischen Spiele in Doha 2011 aufgeführt.
Alyamani wird regelmäßig als Dozent für arabische Musik und darstellende Kunst an Musikuniversitäten in Europa eingeladen.

## Wettbewerbe
Alyamani gewann 2006 den Wettbewerb für Violine in Wien und nahm 2001 am Internationalen Violinwettbewerb Premio Paganini in Italien teil (erwähnt als Mayas Al Yamani). Er war der erste arabische Teilnehmer, der an diesem Wettbewerb mitwirkte.